# 連続活劇
連続活劇（れんぞくかつげき、 serial, or cliffhanger）とは、1910年代-1920年代に流行した映画の形式である。10分-20分ほどの、アクションを主題にした短編映画で、毎週1本ずつ公開していき、約15本で完結した。現在の連続テレビドラマの最古の起源とも言える。
連続活劇はたいてい低予算で制作され、ヒーローが悪党と戦い、ヒロインを救出するという物語のアクション映画であった。
連続活劇の起源は、1912年のエジソン映画会社による『メアリーに何が起こったのか』に始まったとも、フランス映画『ジゴマ』（1911年）が始まりで、その後アメリカで盛んに製作されたとも言われる。
比較的最近の人気アクション映画にも、連続活劇の影響を色濃く受けているものが多い。
恋愛描写が非常にあっさりしているのも特徴で、出会えば簡単に恋に落ちる、という具合である。

## 初期の作品
1911年の『ジゴマ』上中下3編に続き、フランスで『プロテア』（1913年）、『ファントマ』5編が製作される。アメリカでも『メアリーに何が起こったのか』、ドイツでは『天馬』（1913年）3編、『鬼探偵・ブラック十三』を制作。その後アメリカで、『キャスリンの冒険』（1913年）、『エレンの冒険』（1914年）、『ヘレンの冒険』（1914年）119編などが制作された。
『マスター・キイ』31巻、『名金』22巻などは、日本でも1915年に封切られた。

## 物語の特徴
悪党は常にヒーローを殺そうと仕掛けてくるが、ヒーローは勇敢にもヒロインを助けに向かい続ける。そしてヒーローは彼女が殺されそうになっているギリギリのところで救い出す。また、今度こそは悪党を殺した、と思ったところで、悪党に逃げられてしまうこともある。
連続活劇が生み出した、アクション映画のお決まりのシチュエーションがある。
- 主人公が崖から落ちそうになり、崖にしがみつく。それを悪党が上から見下ろしている、という状況。結局、悪党の方が崖から落ちて死に、主人公の方は無事崖から登ることができる、というものである。
- ヒロインが線路の上で縛られていて、列車がどんどん迫ってくるというもの。
- 工場のベルトコンベアの上に縛られていて、巨大な回転する丸ノコギリがどんどん近づいてくるというもの。
- 炭鉱で縛られていて、導火線に火がついているのを見つける、というもの。このままでは爆弾が爆発して死んでしまう、なんとか逃げなければ、というわけである。

ピンチで生死が不明のままエピソードを終わらせることで観客の興味を持続させていたことから、この手法を「クリフハンガー」と呼ぶ。
『インディ・ジョーンズ』シリーズは、このような連続活劇の特徴を見事に再現しており、まさに現代の連続活劇と呼ぶことができる。

## 上映形式
連続活劇はシリーズもので、通常は全部で15話の短い映画から成り立っていた。1話を同じ映画館で1週間上映し続け、次の週になるとその続きの話を、という具合である。
毎回、ヒーローとヒロインが脱出不可能の危機的状況で終わってしまうので、観客はその続きを見たくなってしまう。続きの話では、ヒーローとヒロインがなんとか脱出し、悪党との戦いを始めるというわけである。
20世紀前半、連続活劇は特に子供や若者に人気があった。土曜日の映画館には、アニメ映画、ニュース映画、2本の大作映画とともに、少なくとも1本は必ず連続活劇があったのである。

## 注
1. ↑  淀川長治『最後の サヨナラ サヨナラ サヨナラ』